# 진북
진북(真北)은 지구 표면을 따라 지리적인 북극을 향하는 방향을 말한다.

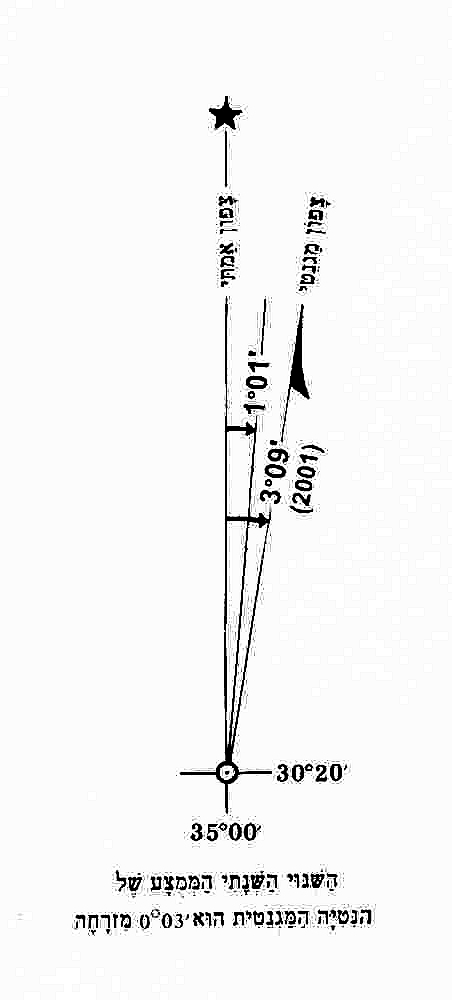
이스라엘 지도의 자기편차

진북은 지구표면에서 지구 자기장이 가리키는 자북과는 달리 지도 투영법에서 자오선을 따라 북쪽으로 가는 방향이다.